# Giuseppe Amisani
Giuseppe Amisani (Mede, 7 décembre 1881 – Portofino, 8 septembre 1941), est un peintre italien.

## Biographie
Amisani est né dans la province de Pavie, il a également été actif à Londres. Il a étudié à l'Académie des Beaux-Arts de Brera.
En 1908, après avoir remporté le Prix Mylius-Bernocchi avec le tableau Le Héros, il entre dans la vie artistique milanaise, partageant avec Antonio Ambrogio Alciati la renommée de l'époque à la Belle Époque, en particulier en tant que portraitiste et coloriste.
Il se tourne vers le portrait féminin, mais réalise également des paysages, notamment anglais et africains.
Amisani a participé à la Biennale de Venise de 1920.

## Conservation
Les œuvres de Giuseppe Amisani sont présentes dans plusieurs musées, dont :
- Galerie des Offices, Florence ;
- Musée du Palais Pitti, Galerie d'Art moderne, Florence ;
- Musée du théâtre La Scala, Gallerie di Piazza Scala, de Milan ;
- Galerie d'art moderne de Milan ;
- Art Collections des Musée des sciences et des techniques Léonard de Vinci, Milan ;
- Musée de Monza
- Galerie d'Art Moderne, Gênes
- Galerie d'art moderne Ricci Oddi, Piacenza ;
- Musée d'art de São Paulo, Brésil
- Pinacoteca do Estado de São Paulo, Brésil ;
- Musée d'Art italien, Lima, Pérou ;
- Palais de Ras el Tin, Alexandrie, Égypte.

## Œuvres

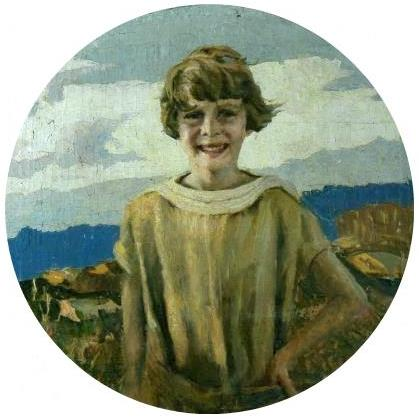
Portrait du roi Farouk d'Egypte enfant
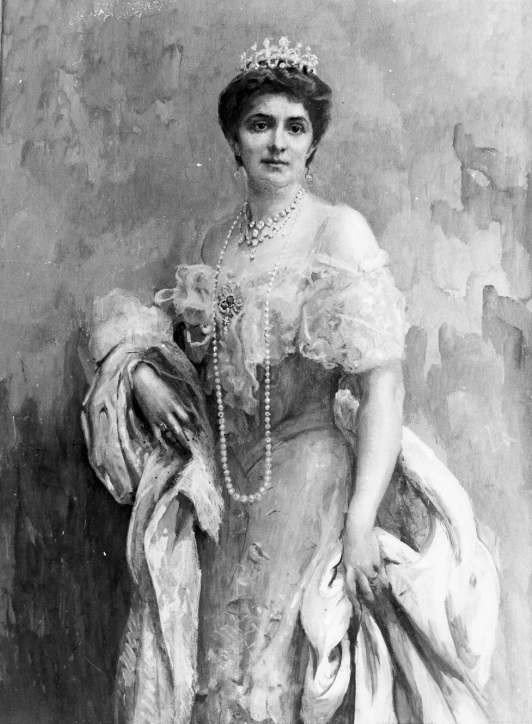
Reine d'Italie Elena, Palazzo della Farnesina, Ministère italien des Affaires étrangères
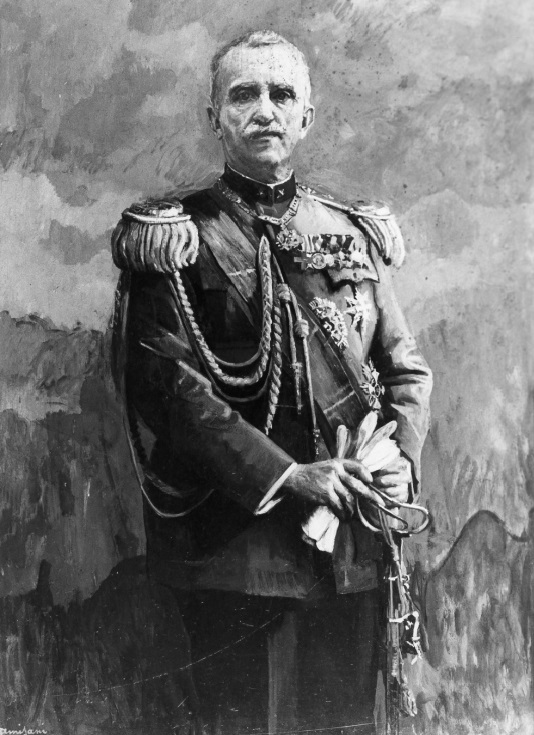
Roi d'Italie Vittorio Emanuele III, Palazzo della Farnesina, Ministère italien des Affaires étrangères
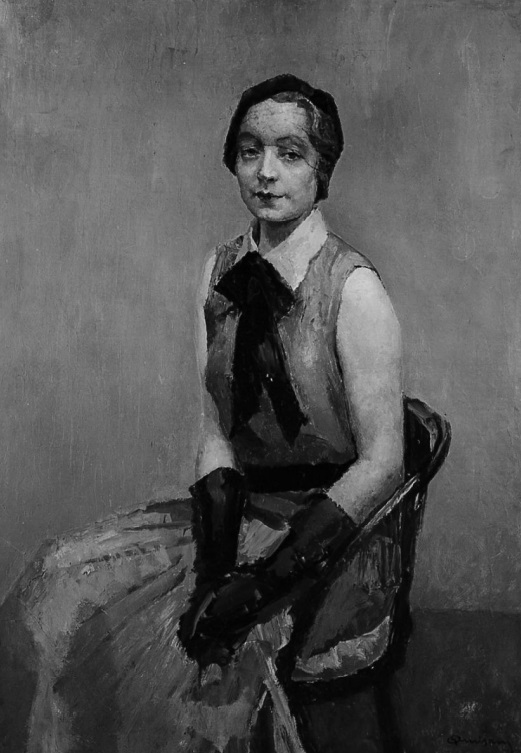
Portrait de Catherine, Musée des Offices, Palais Pitti, Florence
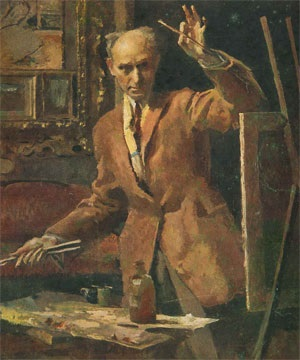
Autoportrait, Musée des Offices, Palais Pitti, Florence
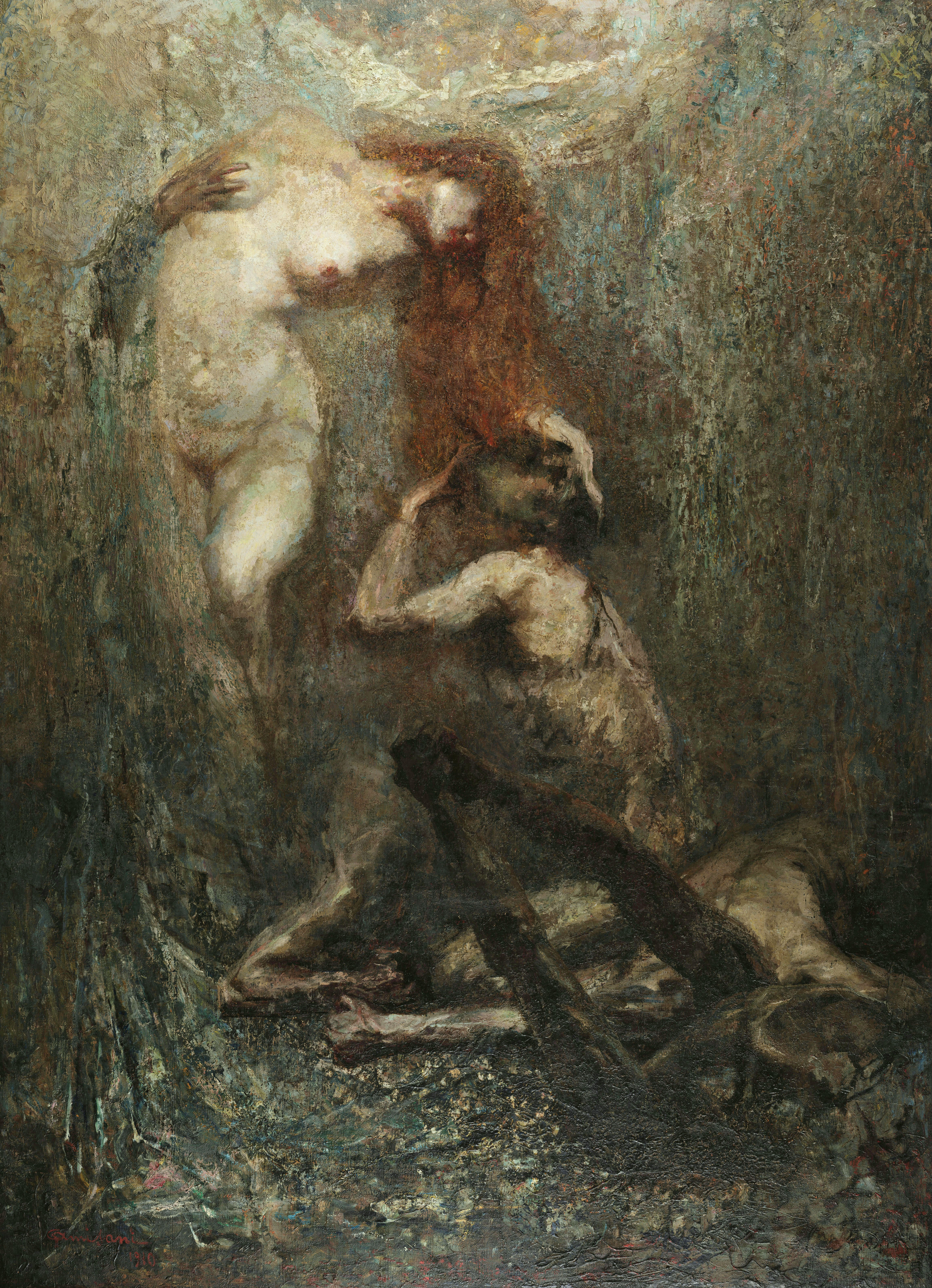
La Culla Tragica, Pinacoteca do Estado de São Paulo, , Brésil
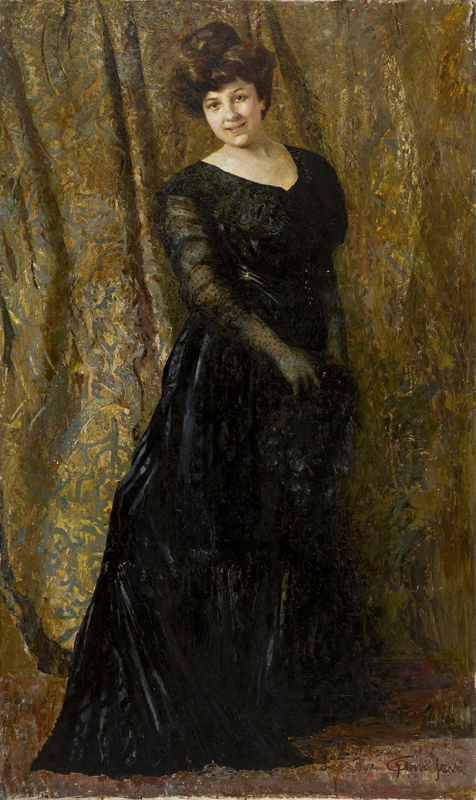
Dame debout, Pinacoteca do Estado de São Paulo, Brésil

### Portraits de femmes
Les plus précieux de ses productions étaient les portraits de femmes et surtout leurs visages. 
- Madame Katja , aujourd'hui au Musée de Palais Pitti à Florence
- Portrait de Lyda Borelli, huile sur panneau de carton, 29,5 x 29 cm
- London Love, huile sur tablette de carton, 19 x 26 cm. 1934, Londres
- La Mannequin
- La Princesse de Osteheim
- La Princesse Maria
- Actrice Bianca Virginia Camagni (la plus célèbre diva du temps de la Belle Époque)
- Maria Melato
- Lady Chamberlain
- Sainte Thérèse
- Grand-Mère Bestetti, 1932
- Portrait d'une dame, 1913
- Été
- Demoiselle
- Jeune Femme dormant sur un canapé
- Femme nue
- Portrait d'une jeune femme , en 1925
- Portrait d'une dame avec un collier de perles , en 1938
- Portrait of a Lady
- Portrait d'une femme
- Filles lisant
- Femme avec petit chien, femme nue
- Femme allongée dans l'intérieur
- Femme nue couchée
- Portrait d'une femme de profil
- Fruits Vendor
- Portrait de dame , en 1925
- Modèle en robe rose
- Modèle en robe blanche
- Femme élégante sur le lac Majeur
- Portrait de la comtesse Barbara Dessailles
- Dame avec chapeau , en 1914

## Les visages des femmes

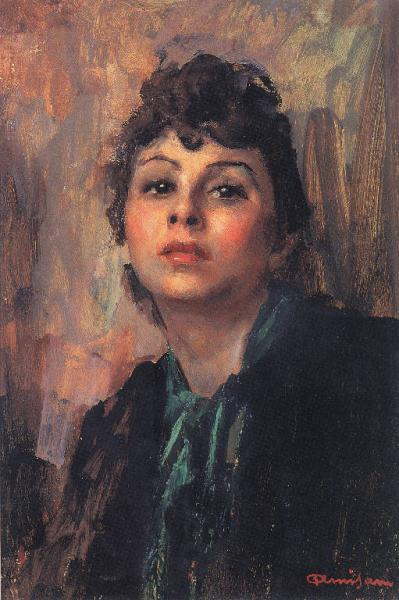
Le Modèle, Musées Civiques de Pavie
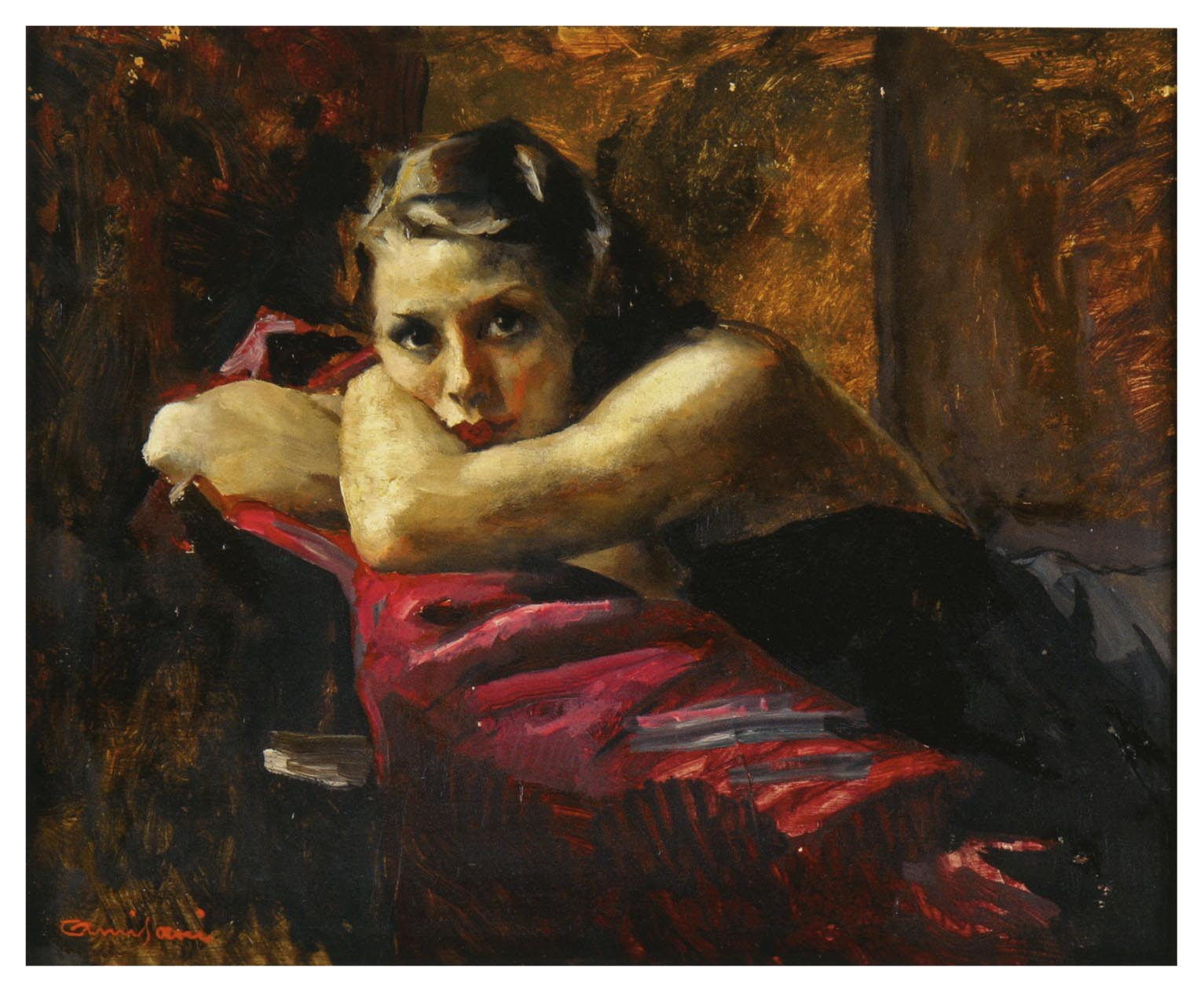
Riri, Musée de la Metropolitan Art Gallery de Bari
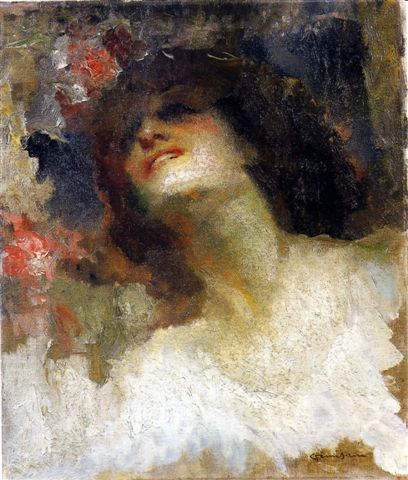
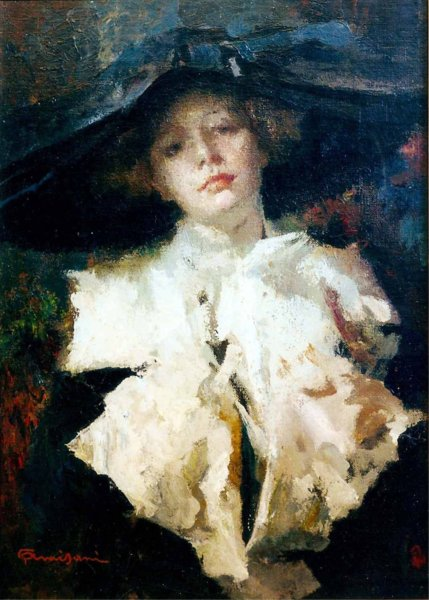
Portrait de Lyda Borelli, Collection du Musée Cini à Venise, acquis par le Musée National de Sao Paulo au Brésil
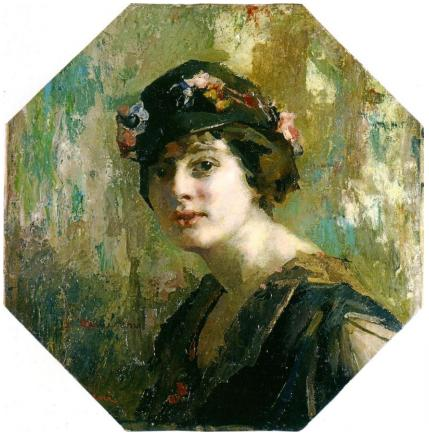
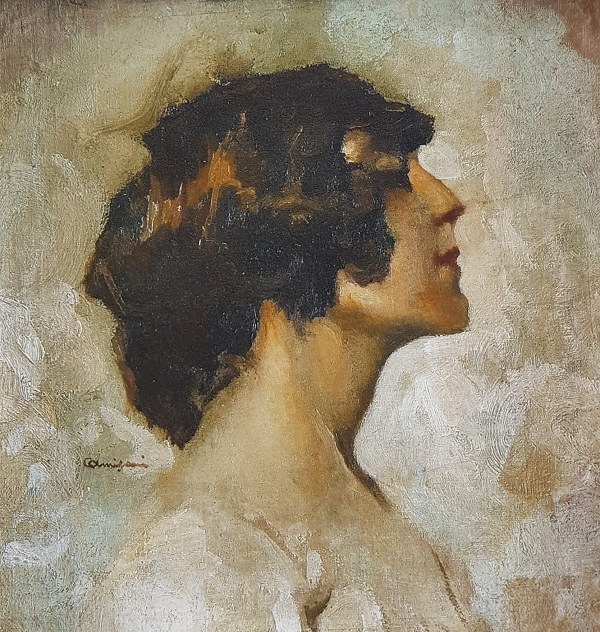
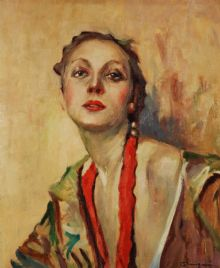